# エフエムとおかまち
エフエムとおかまちは、新潟県十日町市にあるコミュニティ放送局である。

## 概要
新潟県内では10局目、全国では188局目に開局したコミュニティFM局である。聴取可能地域の人口は約6万人である。2007年（平成19年）5月10日には湯沢砂防ラジオ広報（中魚沼地域）として、北陸地方整備局と契約金1千万円で業務委託随意契約を締結した。
開局のきっかけは、2004年（平成16年）10月23日に発生した新潟県中越地震である。震災直後、南魚沼市にあるエフエムゆきぐにより機材の手配やパーソナリティの派遣を受け、臨時災害放送局「十日町市災害FM局」を開局。1ヶ月に渡り様々な情報を放送した。この放送が、不便な避難生活を行っている多くの市民から「とても心強く勇気づけられた」「何とか十日町にもコミュニティFM放送局を」とコミュニティFM局を望む多くの声が上った。
翌2005年（平成17年）3月、有志により発起人会を立ち上げ、エフエムゆきぐに及びエフエムながおかの協力の下、開局に向け動き始めた。同年7月24日には第2回十日町市情報化推進会議にて、株式会社エフエムとおかまちとして質疑答弁を行っている。9月にはFM放送の免許を申請し、10月に会社を創立。11月8日、信越総合通信局より予備免許を交付された。その後、被災から1年4か月が経過した2006年（平成18年）2月3日に本免許が交付され、翌2月4日に開局し放送を開始した。
現在働いているスタッフはほとんど地元採用で中越大震災を経験している。震災当時中越地震実際十日町市災害FMを聞き、新しく十日町にエフエム放送局が出来るなら是非働いて見たいと志を持った若者が中心となり、放送経験は少ないものの、士気は高く元気なスタッフが多い。「ほっこりラジオ」の愛称で市民に親しまれ、地域の情報を放送している。
つまり、エフエムとおかまち78.3MHzは、新潟県中越地震を経験した十日町市民が、災害時のコミュニティーFMの必要性を感じ、中越大震災と言うマイナスのエネルギーを「プラスもエネルギーなら、マイナスもエネルギー」と考え、立ち上げたコミュニティFM放送局である。
スタジオと事務所は、道の駅クロス10十日町に隣接する越後妻有里山現代美術館キナーレ2階に所在する。

### ORADOKOマガジン
当局が発行するフリーペーパー。2008年（平成20年）4月11日創刊。全発行部数は30,000部。十日町市、津南町、小千谷市岩沢地区には新聞折込により22,000部が発行されている。過去には「トオカマチ★ウェブ」ホームページ内に開設されており一覧できたが、現在は閉鎖されている。

## タイムテーブル
2024年10月現在
|                                  | 月曜日 | 火曜日 | 水曜日 | 木曜日 | 金曜日 | 土曜日                                                         | 日曜日                                                           |
| 5                                | 5:00 Morning Stream(邦楽70～80年代) | 5:00 Morning Stream(邦楽70～80年代) | 5:00 Morning Stream(邦楽70～80年代) | 5:00 Morning Stream(邦楽70～80年代) | 5:00 Morning Stream(邦楽70～80年代) | MUSIC BIRD                                                     | MUSIC BIRD                                                       |
| 6                                | 6:00 経営軍師 岡漱一郎の 絶対負けない! 社長の法則（再放送） | 6:00 〈生放送〉Morning Community | 6:00 〈生放送〉Morning Community | 6:00 〈生放送〉Morning Community | 6:00 〈生放送〉Morning Community | MUSIC BIRD                                                     | 6:00 経営軍師 岡漱一郎の 絶対に負けない! 社長の法則 （全国放送） |
| 7                                | 7:00 《生放送》あさスタ! - 月・火・木・金曜MC）高野綾子、 水曜MC）佐々木亜貴子 7:35 火）朗読日報抄 53 道路交通情報 8:00 校歌を歌いましょう♪ 05 新潟日報ニュース 20 火 - 木）輝け!十日町っ子（再） 金）きらりあの人この人（再） 30 月）市民お話リレー（再）火）みんななかよし友だちのワ!（再） 第2・3金）GoGoめごちゃん! 45 月）こちら110番 火）ダイヤル119 第2・4木）NSTスマイルネットワーク 51 JR信濃川発電所情報 | 7:00 《生放送》あさスタ! - 月・火・木・金曜MC）高野綾子、 水曜MC）佐々木亜貴子 7:35 火）朗読日報抄 53 道路交通情報 8:00 校歌を歌いましょう♪ 05 新潟日報ニュース 20 火 - 木）輝け!十日町っ子（再） 金）きらりあの人この人（再） 30 月）市民お話リレー（再）火）みんななかよし友だちのワ!（再） 第2・3金）GoGoめごちゃん! 45 月）こちら110番 火）ダイヤル119 第2・4木）NSTスマイルネットワーク 51 JR信濃川発電所情報 | 7:00 《生放送》あさスタ! - 月・火・木・金曜MC）高野綾子、 水曜MC）佐々木亜貴子 7:35 火）朗読日報抄 53 道路交通情報 8:00 校歌を歌いましょう♪ 05 新潟日報ニュース 20 火 - 木）輝け!十日町っ子（再） 金）きらりあの人この人（再） 30 月）市民お話リレー（再）火）みんななかよし友だちのワ!（再） 第2・3金）GoGoめごちゃん! 45 月）こちら110番 火）ダイヤル119 第2・4木）NSTスマイルネットワーク 51 JR信濃川発電所情報 | 7:00 《生放送》あさスタ! - 月・火・木・金曜MC）高野綾子、 水曜MC）佐々木亜貴子 7:35 火）朗読日報抄 53 道路交通情報 8:00 校歌を歌いましょう♪ 05 新潟日報ニュース 20 火 - 木）輝け!十日町っ子（再） 金）きらりあの人この人（再） 30 月）市民お話リレー（再）火）みんななかよし友だちのワ!（再） 第2・3金）GoGoめごちゃん! 45 月）こちら110番 火）ダイヤル119 第2・4木）NSTスマイルネットワーク 51 JR信濃川発電所情報 | 7:00 《生放送》あさスタ! - 月・火・木・金曜MC）高野綾子、 水曜MC）佐々木亜貴子 7:35 火）朗読日報抄 53 道路交通情報 8:00 校歌を歌いましょう♪ 05 新潟日報ニュース 20 火 - 木）輝け!十日町っ子（再） 金）きらりあの人この人（再） 30 月）市民お話リレー（再）火）みんななかよし友だちのワ!（再） 第2・3金）GoGoめごちゃん! 45 月）こちら110番 火）ダイヤル119 第2・4木）NSTスマイルネットワーク 51 JR信濃川発電所情報 | MUSIC BIRD                                                     | MUSIC BIRD                                                       |
| 8                                | 7:00 《生放送》あさスタ! - 月・火・木・金曜MC）高野綾子、 水曜MC）佐々木亜貴子 7:35 火）朗読日報抄 53 道路交通情報 8:00 校歌を歌いましょう♪ 05 新潟日報ニュース 20 火 - 木）輝け!十日町っ子（再） 金）きらりあの人この人（再） 30 月）市民お話リレー（再）火）みんななかよし友だちのワ!（再） 第2・3金）GoGoめごちゃん! 45 月）こちら110番 火）ダイヤル119 第2・4木）NSTスマイルネットワーク 51 JR信濃川発電所情報 | 7:00 《生放送》あさスタ! - 月・火・木・金曜MC）高野綾子、 水曜MC）佐々木亜貴子 7:35 火）朗読日報抄 53 道路交通情報 8:00 校歌を歌いましょう♪ 05 新潟日報ニュース 20 火 - 木）輝け!十日町っ子（再） 金）きらりあの人この人（再） 30 月）市民お話リレー（再）火）みんななかよし友だちのワ!（再） 第2・3金）GoGoめごちゃん! 45 月）こちら110番 火）ダイヤル119 第2・4木）NSTスマイルネットワーク 51 JR信濃川発電所情報 | 7:00 《生放送》あさスタ! - 月・火・木・金曜MC）高野綾子、 水曜MC）佐々木亜貴子 7:35 火）朗読日報抄 53 道路交通情報 8:00 校歌を歌いましょう♪ 05 新潟日報ニュース 20 火 - 木）輝け!十日町っ子（再） 金）きらりあの人この人（再） 30 月）市民お話リレー（再）火）みんななかよし友だちのワ!（再） 第2・3金）GoGoめごちゃん! 45 月）こちら110番 火）ダイヤル119 第2・4木）NSTスマイルネットワーク 51 JR信濃川発電所情報 | 7:00 《生放送》あさスタ! - 月・火・木・金曜MC）高野綾子、 水曜MC）佐々木亜貴子 7:35 火）朗読日報抄 53 道路交通情報 8:00 校歌を歌いましょう♪ 05 新潟日報ニュース 20 火 - 木）輝け!十日町っ子（再） 金）きらりあの人この人（再） 30 月）市民お話リレー（再）火）みんななかよし友だちのワ!（再） 第2・3金）GoGoめごちゃん! 45 月）こちら110番 火）ダイヤル119 第2・4木）NSTスマイルネットワーク 51 JR信濃川発電所情報 | 7:00 《生放送》あさスタ! - 月・火・木・金曜MC）高野綾子、 水曜MC）佐々木亜貴子 7:35 火）朗読日報抄 53 道路交通情報 8:00 校歌を歌いましょう♪ 05 新潟日報ニュース 20 火 - 木）輝け!十日町っ子（再） 金）きらりあの人この人（再） 30 月）市民お話リレー（再）火）みんななかよし友だちのワ!（再） 第2・3金）GoGoめごちゃん! 45 月）こちら110番 火）ダイヤル119 第2・4木）NSTスマイルネットワーク 51 JR信濃川発電所情報 | MUSIC BIRD                                                     | MUSIC BIRD                                                       |
| 9                                | リメンバーミュージック（邦楽90-00´S） | リメンバーミュージック（邦楽90-00´S） | リメンバーミュージック（邦楽90-00´S） | リメンバーミュージック（邦楽90-00´S） | リメンバーミュージック（邦楽90-00´S） | MUSIC BIRD                                                     | MUSIC BIRD                                                       |
| 10                               | リメンバーミュージック（洋楽90´s-00´S） | リメンバーミュージック（洋楽90´s-00´S） | 吉田地域通信なーしてらんだい! | まつだいラジオ | リメンバーミュージック （洋楽90´s-00´S） | MUSIC BIRD                                                     | MUSIC BIRD                                                       |
| 11                               | リメンバーミュージック 11:00 - 邦楽70´s-80´S 12:00 - 洋楽90´s-00´S 13:00 - 邦楽90´s-00´S 14:00 - 邦楽00´ - 最新曲 | 11:00 《生放送》 集まれ!10〈テン〉耳パーク 「ぶっちゃけ80-90´s」 MC:井口淳 11:00 私のココロまる裸 40 今日の一句 12:10 移住部ラヂオ 20 シンばあちゃんの むか〜し、むかし 40 輝け!十日町っ子 50 十日町今昔 13:20 ぐっちが言うぞう! | 11:00 《生放送》 集まれ!10〈テン〉耳パーク MC:高野綾子 11:20 民話百選／そうやんかい 30 第3週・文具館の文ぐっど! 40 今日の一句 45 ベスパの風だより 12:20 シンばあちゃんの、むか〜し、むかし 30 すくすく子育て 40 輝け!十日町っ子 50 ウエディングベル ・こんにちは赤ちゃん | 11:00 《生放送》 集まれ!10〈テン〉耳パーク 「しゃべっちょ60-70´s」 MC:佐々木亜貴子 11:20 ラン・ラン・らんねん 40 今日の一句 12:20 シンばあちゃんの むか〜し、むかし 40 輝け!十日町っ子 13:20 おーい!昔 | リメンバーミュージック 11:00 - 洋楽90´s-00´S 12:00 - 洋楽90´s-00´S 13:00 - 邦楽90´s-00´S 14:00 - 邦楽00´ - 最新曲 | MUSIC BIRD                                                     | MUSIC BIRD                                                       |
| 12                               | リメンバーミュージック 11:00 - 邦楽70´s-80´S 12:00 - 洋楽90´s-00´S 13:00 - 邦楽90´s-00´S 14:00 - 邦楽00´ - 最新曲 | 11:00 《生放送》 集まれ!10〈テン〉耳パーク 「ぶっちゃけ80-90´s」 MC:井口淳 11:00 私のココロまる裸 40 今日の一句 12:10 移住部ラヂオ 20 シンばあちゃんの むか〜し、むかし 40 輝け!十日町っ子 50 十日町今昔 13:20 ぐっちが言うぞう! | 11:00 《生放送》 集まれ!10〈テン〉耳パーク MC:高野綾子 11:20 民話百選／そうやんかい 30 第3週・文具館の文ぐっど! 40 今日の一句 45 ベスパの風だより 12:20 シンばあちゃんの、むか〜し、むかし 30 すくすく子育て 40 輝け!十日町っ子 50 ウエディングベル ・こんにちは赤ちゃん | 11:00 《生放送》 集まれ!10〈テン〉耳パーク 「しゃべっちょ60-70´s」 MC:佐々木亜貴子 11:20 ラン・ラン・らんねん 40 今日の一句 12:20 シンばあちゃんの むか〜し、むかし 40 輝け!十日町っ子 13:20 おーい!昔 | リメンバーミュージック 11:00 - 洋楽90´s-00´S 12:00 - 洋楽90´s-00´S 13:00 - 邦楽90´s-00´S 14:00 - 邦楽00´ - 最新曲 | MUSIC BIRD                                                     | MUSIC BIRD                                                       |
| 12:30 生誕地のチカラ! （再放送） | リメンバーミュージック 11:00 - 邦楽70´s-80´S 12:00 - 洋楽90´s-00´S 13:00 - 邦楽90´s-00´S 14:00 - 邦楽00´ - 最新曲 | 11:00 《生放送》 集まれ!10〈テン〉耳パーク 「ぶっちゃけ80-90´s」 MC:井口淳 11:00 私のココロまる裸 40 今日の一句 12:10 移住部ラヂオ 20 シンばあちゃんの むか〜し、むかし 40 輝け!十日町っ子 50 十日町今昔 13:20 ぐっちが言うぞう! | 11:00 《生放送》 集まれ!10〈テン〉耳パーク MC:高野綾子 11:20 民話百選／そうやんかい 30 第3週・文具館の文ぐっど! 40 今日の一句 45 ベスパの風だより 12:20 シンばあちゃんの、むか〜し、むかし 30 すくすく子育て 40 輝け!十日町っ子 50 ウエディングベル ・こんにちは赤ちゃん | 11:00 《生放送》 集まれ!10〈テン〉耳パーク 「しゃべっちょ60-70´s」 MC:佐々木亜貴子 11:20 ラン・ラン・らんねん 40 今日の一句 12:20 シンばあちゃんの むか〜し、むかし 40 輝け!十日町っ子 13:20 おーい!昔 | リメンバーミュージック 11:00 - 洋楽90´s-00´S 12:00 - 洋楽90´s-00´S 13:00 - 邦楽90´s-00´S 14:00 - 邦楽00´ - 最新曲 |                                                                | MUSIC BIRD                                                       |
| 13                               | リメンバーミュージック 11:00 - 邦楽70´s-80´S 12:00 - 洋楽90´s-00´S 13:00 - 邦楽90´s-00´S 14:00 - 邦楽00´ - 最新曲 | 11:00 《生放送》 集まれ!10〈テン〉耳パーク 「ぶっちゃけ80-90´s」 MC:井口淳 11:00 私のココロまる裸 40 今日の一句 12:10 移住部ラヂオ 20 シンばあちゃんの むか〜し、むかし 40 輝け!十日町っ子 50 十日町今昔 13:20 ぐっちが言うぞう! | 11:00 《生放送》 集まれ!10〈テン〉耳パーク MC:高野綾子 11:20 民話百選／そうやんかい 30 第3週・文具館の文ぐっど! 40 今日の一句 45 ベスパの風だより 12:20 シンばあちゃんの、むか〜し、むかし 30 すくすく子育て 40 輝け!十日町っ子 50 ウエディングベル ・こんにちは赤ちゃん | 11:00 《生放送》 集まれ!10〈テン〉耳パーク 「しゃべっちょ60-70´s」 MC:佐々木亜貴子 11:20 ラン・ラン・らんねん 40 今日の一句 12:20 シンばあちゃんの むか〜し、むかし 40 輝け!十日町っ子 13:20 おーい!昔 | リメンバーミュージック 11:00 - 洋楽90´s-00´S 12:00 - 洋楽90´s-00´S 13:00 - 邦楽90´s-00´S 14:00 - 邦楽00´ - 最新曲 | MUSIC BIRD                                                     | MUSIC BIRD                                                       |
| 14                               | リメンバーミュージック 邦楽00´s〜最新曲 | 14:00 生誕地のチカラ! | 14:00 久保田智恵美のどんと来い! | リメンバーミュージック 邦楽00´s〜最新曲 | 14:00 経営軍師 岡漱一郎の絶対負けない! 社長の法則（再放送） | MUSIC BIRD                                                     | MUSIC BIRD                                                       |
| 14                               | リメンバーミュージック 邦楽00´s〜最新曲 | 14:30 邦楽00´s〜最新曲 | 14:00 久保田智恵美のどんと来い! | リメンバーミュージック 邦楽00´s〜最新曲 | 14:00 経営軍師 岡漱一郎の絶対負けない! 社長の法則（再放送） | MUSIC BIRD                                                     | MUSIC BIRD                                                       |
| 15                               | 〈生放送〉アフタヌーン・パラダイス | 〈生放送〉アフタヌーン・パラダイス | 〈生放送〉アフタヌーン・パラダイス | 〈生放送〉アフタヌーン・パラダイス | 〈生放送〉 ＠FRIDAY! | MUSIC BIRD                                                     | MUSIC BIRD                                                       |
| 16                               | 〈生放送〉アフタヌーン・パラダイス | 〈生放送〉アフタヌーン・パラダイス | 〈生放送〉アフタヌーン・パラダイス | 〈生放送〉アフタヌーン・パラダイス | 〈生放送〉 ＠FRIDAY! | MUSIC BIRD                                                     | MUSIC BIRD                                                       |
| 17                               | 17:00 《生放送》ライトオン!アワー - 月曜MC）ゆう、火・木曜MC）山崎麻里、水曜MC）yu-ki、 金曜MC）杉浦ミツヨシ 15 火）おくやみ 水）夕暮れ時は防災の時間 木）もぐもぐ食堂 金）Aim for 2026 Olympic 30 月）カモンミュージック 火）みんななかよし友だちのワ! 18:15 月）市民お話リレー 火）きらりあの人この人 水）ぽっこり戦隊やせるんジャー!! 木）ぐっちが言うぞう!（再放送）                                           | 17:00 《生放送》ライトオン!アワー - 月曜MC）ゆう、火・木曜MC）山崎麻里、水曜MC）yu-ki、 金曜MC）杉浦ミツヨシ 15 火）おくやみ 水）夕暮れ時は防災の時間 木）もぐもぐ食堂 金）Aim for 2026 Olympic 30 月）カモンミュージック 火）みんななかよし友だちのワ! 18:15 月）市民お話リレー 火）きらりあの人この人 水）ぽっこり戦隊やせるんジャー!! 木）ぐっちが言うぞう!（再放送）                                           | 17:00 《生放送》ライトオン!アワー - 月曜MC）ゆう、火・木曜MC）山崎麻里、水曜MC）yu-ki、 金曜MC）杉浦ミツヨシ 15 火）おくやみ 水）夕暮れ時は防災の時間 木）もぐもぐ食堂 金）Aim for 2026 Olympic 30 月）カモンミュージック 火）みんななかよし友だちのワ! 18:15 月）市民お話リレー 火）きらりあの人この人 水）ぽっこり戦隊やせるんジャー!! 木）ぐっちが言うぞう!（再放送）                                           | 17:00 《生放送》ライトオン!アワー - 月曜MC）ゆう、火・木曜MC）山崎麻里、水曜MC）yu-ki、 金曜MC）杉浦ミツヨシ 15 火）おくやみ 水）夕暮れ時は防災の時間 木）もぐもぐ食堂 金）Aim for 2026 Olympic 30 月）カモンミュージック 火）みんななかよし友だちのワ! 18:15 月）市民お話リレー 火）きらりあの人この人 水）ぽっこり戦隊やせるんジャー!! 木）ぐっちが言うぞう!（再放送）                                           | 17:00 《生放送》ライトオン!アワー - 月曜MC）ゆう、火・木曜MC）山崎麻里、水曜MC）yu-ki、 金曜MC）杉浦ミツヨシ 15 火）おくやみ 水）夕暮れ時は防災の時間 木）もぐもぐ食堂 金）Aim for 2026 Olympic 30 月）カモンミュージック 火）みんななかよし友だちのワ! 18:15 月）市民お話リレー 火）きらりあの人この人 水）ぽっこり戦隊やせるんジャー!! 木）ぐっちが言うぞう!（再放送）                                           | MUSIC BIRD                                                     | MUSIC BIRD                                                       |
| 18                               | 17:00 《生放送》ライトオン!アワー - 月曜MC）ゆう、火・木曜MC）山崎麻里、水曜MC）yu-ki、 金曜MC）杉浦ミツヨシ 15 火）おくやみ 水）夕暮れ時は防災の時間 木）もぐもぐ食堂 金）Aim for 2026 Olympic 30 月）カモンミュージック 火）みんななかよし友だちのワ! 18:15 月）市民お話リレー 火）きらりあの人この人 水）ぽっこり戦隊やせるんジャー!! 木）ぐっちが言うぞう!（再放送）                                           | 17:00 《生放送》ライトオン!アワー - 月曜MC）ゆう、火・木曜MC）山崎麻里、水曜MC）yu-ki、 金曜MC）杉浦ミツヨシ 15 火）おくやみ 水）夕暮れ時は防災の時間 木）もぐもぐ食堂 金）Aim for 2026 Olympic 30 月）カモンミュージック 火）みんななかよし友だちのワ! 18:15 月）市民お話リレー 火）きらりあの人この人 水）ぽっこり戦隊やせるんジャー!! 木）ぐっちが言うぞう!（再放送）                                           | 17:00 《生放送》ライトオン!アワー - 月曜MC）ゆう、火・木曜MC）山崎麻里、水曜MC）yu-ki、 金曜MC）杉浦ミツヨシ 15 火）おくやみ 水）夕暮れ時は防災の時間 木）もぐもぐ食堂 金）Aim for 2026 Olympic 30 月）カモンミュージック 火）みんななかよし友だちのワ! 18:15 月）市民お話リレー 火）きらりあの人この人 水）ぽっこり戦隊やせるんジャー!! 木）ぐっちが言うぞう!（再放送）                                           | 17:00 《生放送》ライトオン!アワー - 月曜MC）ゆう、火・木曜MC）山崎麻里、水曜MC）yu-ki、 金曜MC）杉浦ミツヨシ 15 火）おくやみ 水）夕暮れ時は防災の時間 木）もぐもぐ食堂 金）Aim for 2026 Olympic 30 月）カモンミュージック 火）みんななかよし友だちのワ! 18:15 月）市民お話リレー 火）きらりあの人この人 水）ぽっこり戦隊やせるんジャー!! 木）ぐっちが言うぞう!（再放送）                                           | 17:00 《生放送》ライトオン!アワー - 月曜MC）ゆう、火・木曜MC）山崎麻里、水曜MC）yu-ki、 金曜MC）杉浦ミツヨシ 15 火）おくやみ 水）夕暮れ時は防災の時間 木）もぐもぐ食堂 金）Aim for 2026 Olympic 30 月）カモンミュージック 火）みんななかよし友だちのワ! 18:15 月）市民お話リレー 火）きらりあの人この人 水）ぽっこり戦隊やせるんジャー!! 木）ぐっちが言うぞう!（再放送）                                           | MUSIC BIRD                                                     | MUSIC BIRD                                                       |
| 19                               | MUSIC BIRD | MUSIC BIRD | 19:00 レッツゴー演歌 | MUSIC BIRD | MUSIC BIRD | MUSIC BIRD                                                     | MUSIC BIRD                                                       |
| 20                               | MUSIC BIRD | MUSIC BIRD | 20:00 久保田智恵美のどんとこい! （再放送） | MUSIC BIRD | MUSIC BIRD | MUSIC BIRD                                                     | MUSIC BIRD                                                       |
| 21                               | 21:00 おやすみラジオ～よい子は夢の中～ | 21:00 おやすみラジオ～よい子は夢の中～ | 21:00 おやすみラジオ～よい子は夢の中～ | 21:00 おやすみラジオ～よい子は夢の中～ | 21:00 おやすみラジオ～よい子は夢の中～ | 21:00 おやすみラジオ～よい子は夢の中～                         | 21:00 おやすみラジオ～よい子は夢の中～                           |
| 21                               | 21:30 MUSIC BIRD（～翌日5:00まで） | 21:30 MUSIC BIRD（～翌日5:00まで） | 21:30 MUSIC BIRD（～翌日5:00まで） | 21:30 MUSIC BIRD（～翌日5:00まで） | 21:30 MUSIC BIRD（～翌日5:00まで） | MUSIC BIRD                                                     | MUSIC BIRD                                                       |
| 22                               | 21:30 MUSIC BIRD（～翌日5:00まで） | 21:30 MUSIC BIRD（～翌日5:00まで） | 21:30 MUSIC BIRD（～翌日5:00まで） | 21:30 MUSIC BIRD（～翌日5:00まで） | 21:30 MUSIC BIRD（～翌日5:00まで） | 22:00 経営軍師 岡漱一郎の絶対に 負けない!社長の法則 （再放送） | MUSIC BIRD                                                       |
| 23                               | 21:30 MUSIC BIRD（～翌日5:00まで） | 21:30 MUSIC BIRD（～翌日5:00まで） | 21:30 MUSIC BIRD（～翌日5:00まで） | 21:30 MUSIC BIRD（～翌日5:00まで） | 21:30 MUSIC BIRD（～翌日5:00まで） | 23:00 MUSIC BIRD（ - 翌日5:00まで）                            | 23:00 MUSIC BIRD（ - 翌日5:00まで）                              |

### 主な自社制作番組
市民出演番組
大人や子供・市民がゲスト出演する、FMとおかまちオリジナル番組。
- （月）18:15 -  市民お話リレー
- （火）14:00 -  生誕地のチカラ
- （火）17:30 -  みんななかよし友だちのワ
- （火）18:15 -　きらり あの人この人
- （水）18:30 -  スポンサーリレー
- （第2・3金）8:30 -  GoGo めごちゃん! - 児童施設情報番組（十日町市子育て応援サイト「めごめごネット」提供）

おやすみラジオ〜よい子は夢の中〜
子守唄・童謡による寝かしつけ番組。2020年8月から、毎日夜9時から放送。童話や昔話、妻有地域に伝わる伝説の読み聞かせと、癒しのBGMを放送する。子供の毎日の就寝が少しでも安眠につながることを目標に放送している。公式YouTubeチャンネルでは、過去に放送された昔話を聞くことができる。
十日町市内各校の児童らによる学校生活・活動を紹介する番組
- （火 - 木曜 12:40 - ）輝け!十日町っ子 - 中学校の部活動で頑張る子ども達を紹介。
- （毎月第3木曜 12:25 - ）みんなの学校! - 小学校の取組について、子ども達が紹介。

十日町今昔〜十日町の歴史・文化・伝統を未来に語り継ぐ〜
- 火曜・12:50から放送。十日町周辺の様々な方々に「十日町の歴史」を語り継いでもらう番組。

#### 経営軍師 岡漱一郎の絶対負けない社長の法則
当局及びミュージックバードで放送されているラジオ番組。
当局アナウンサーである井口淳が、当局のスタジオから岡と中継を繋ぎ、ランチェスター戦略に係る経営の原理原則を教えてもらうという形式で進行する。2023年3月現在、全国111局のコミュニティFMラジオ局にも同時ネットで配信されているほか、制作局のFMとおかまちでは再放送も行われる。その他FM OZEで、火曜 11:00 - 12:00に再放送が行われている。
2024年1月20日には、番組初のイベントがTOKYO FMビルにて開催された。
なおFMとおかまちは、クリエイター向け経営戦略勉強会・虎翼塾の新潟地区の主催者を担当している。
| ミュージックバード 日曜日 6時枠（コミュニティ発 全国放送ゾーン） | ミュージックバード 日曜日 6時枠（コミュニティ発 全国放送ゾーン）         | ミュージックバード 日曜日 6時枠（コミュニティ発 全国放送ゾーン） |
| 前番組                                                           | 番組名                                                                   | 次番組                                                           |
| ---------------------------------------------------------------- | ------------------------------------------------------------------------ | ---------------------------------------------------------------- |
| ビリー諸川の昭和浪漫歌謡曲                                       | 経営軍師 岡漱一郎の絶対負けない社長の法則 （制作局：エフエムとおかまち） | -                                                                |

## 受賞歴

### 震災復興キャンペーン〜心に太陽を
中越地震から1年半が経ち、復興に向けて元気に明るく生きる、十日町市池谷地区と願入地区の人々の逞しく生きる姿を明るい視点で追ったドキュメンタリー。新潟日報と県内コミュニティーFM局の共同企画。
2006年（平成18年）5月、放送批評懇談会・第44回『ギャラクシー賞』のドキュメンタリー部門で選奨受賞。選考委員会からは『中越地震で被災した集落の復興ぶりを、住民への丹念なインタビューと支援する若者達への取材で浮き彫りにしました。伝える側の優しい視線は、地域に密着したコミュニティーFMのありかたを示してくれました。』との評価を受けている。

### 防災ラジオドラマ『キズナ』
2007年の中越沖地震の際、柏崎市で被災したコミュニティFM局「エフエムピッカラ」を支援するため、支援員として派遣された局員が、柏崎市で見た光景をそのままラジオドラマにした作品。
2011年（平成23年）1月、独立行政法人防災科学技術研究所が主催した『第1回防災ラジオドラマコンテスト』で優秀賞を受賞。未曾有の大災害の中人と人との助け合う姿をラジオドラマにし、評価を得た。ミュージックバードを通じ全国放送もされた。